# Traugott Fünfgeld
Traugott Fünfgeld (* 1971 in Offenburg) ist ein deutscher Kirchenmusiker und Komponist für Kirchenmusik.

## Ausbildung
Traugott Fünfgeld wuchs als jüngstes Kind mit fünf älteren Geschwistern in Diersburg auf.
Bereits als Jugendlicher erlernte er das Trompetenspiel. Nach seinem Studium für evangelische Kirchenmusik B und künstlerischem Aufbaustudiengang für Orgelliteraturspiel und Orgelimprovisation in Heidelberg erwarb er über einen Aufbaustudiengang das A-Examen für evangelische Kirchenmusik in Freiburg.

## Berufliche Tätigkeit
Von 2000 bis 2003 war er Kantor in Lahr/Schwarzwald. Seit September 2003 arbeitet er als Bezirkskantor in Offenburg, ist damit für die drei Kirchengemeinden Auferstehungs-, Erlöser- und Stadtkirche zuständig und gestaltet einmal im Monat einen Gottesdienst in der Stadtkirche. Die Arbeiten mit der Kantorei und der Kinder- und Jugendkantorei kommen meistens in der Evangelischen Stadtkirche zur Aufführung. Neben der Orgel- und Chorarbeit, wie beispielsweise das halbjährliche Gospelprojekt zum Mitsingen und das Veranstalten von Seminaren und Fortbildungen für Chorleiter und Organisten in der ganzen Landeskirche, engagiert sich Traugott Fünfgeld besonders in der Bläserarbeit: Er ist in ganz Deutschland bekannt als Autor einer großen Zahl von Musikstücken für Posaunenchöre, die sich häufig an klassischen Werken orientieren, sich durch Wirksamkeit, leichte Spielbarkeit, aber durch einen für ihn typischen Stil auszeichnen.
Fünfgeld gewann einen Komponistenwettbewerb zum ersten Deutschen Evangelischen Posaunentag der evangelischen Kirche Deutschlands im Jahr 2008 in Leipzig. Gesucht war eine Komposition, die für mehrere tausend Bläser spielbar sein sollte. Fünfgelds Komposition Einzug wurde am 1. Juni 2008 von 16.000 Bläsern im Zentralstadion Leipzig uraufgeführt. Fünfgeld organisierte als Verantwortlicher 2014 eine weitere Großveranstaltung, das Chorfest in Straßburg vom 18. bis 19. Oktober mit etwa 800 Sängern in der Straßburger Paulskirche. Am Deutschen Evangelischen Posaunentag 2016 in Dresden erklang als Uraufführung im Eröffnungsteil ein Tuttistück von Traugott Fünfgeld, die Dresdner Fanfare, aufgeführt von den 22.429 teilnehmenden Bläsern.
Am 28. März 2021 wurde ihm in einem Festgottesdienst die Ernennungsurkunde zum Kirchenmusikdirektor überreicht.
Er ist mit der Schulmusikerin Gesine Fünfgeld verheiratet und hat drei Kinder, die sich auch mannigfaltig mit Musik beschäftigen.

## Werke (Auswahl)
Folgende Werke liegen in gedruckter Form vor:
- King of Kings
- Missa cum Jubilo
- Symphonische Suite
- Concerti, Suiten & Preludien
- Choralspiel
- Vier biblische Szenen
- Grooves
- Fanfare for Brass
- Alte Meister neu
- Suite 2017
- BrassOvation
- Eröffnung
- TEMPORA
- King of Kings II
- Fünf liturgische Stücke
- King of Kings III
- King of Kings IV
- CD King of Kings
- Psalm 66
- Geh aus, mein Herz
- Psalmen-Messe
- King of Kings V
- Hoffnung
- Eröffnung III
- Eröffnung II
- Fanfare
- Psalm 103
- Gavotte
- Von Babel und Jerusalem
- King of Kings VI
- Psalm 84
- Scherzo – „Hommage à Heinrich Schütz“